# Alexeï Ovtchinine
Alexeï Nikolaïevitch Ovtchinine (en russe : Алексей Николаевич Овчинин), né le 28 septembre 1971 à Rybinsk, est un cosmonaute russe.

## Biographie

### Formation
Il est diplômé du lycée de Rybinsk. D'août 1988 à septembre 1990, il est élève de l'école supérieure de pilotage militaire de Borisoglebsk et, de septembre 1990 à août 1992, étudiant de l'école supérieure de pilotage militaire de Yelsk, où il obtient son diplôme de pilote-ingénieur.

### Carrière comme pilote
D'août 1992 à février 1998, il est instructeur de pilote au sein du régiment d'entraînement de l'aviation (TAR) de l'école de pilotage militaire supérieure de Yeisk. De février 1998 à septembre 2003, il est instructeur de pilotage puis commandant de l’Institut de l'aviation militaire de Krasnodar à Kotelnikovo (région de Volgograd). À partir de septembre 2003, et jusqu’à sélection comme cosmonaute, il est commandant d’une unité d’aviation du 70e régiment spécial d’aviation (OITAPON). Il cumule plus de 1 300 heures de vol à bord des avions Yak-52 et L-39. Ovchinin possède le grade de deuxième classe d’instructeur pilote.
Par ordre du ministre de la Défense de la fédération de Russie en 2012, il a été renvoyé des forces armées en réserve.
Alexeï a été sélectionné en 2006 dans la sélection TsPK 14.

### Carrière à Roscosmos
Le 18 mars 2016, il s'envole à bord de Soyouz TMA-20M en tant que commandant avec Oleg Skripotchka et Jeffrey Williams pour une mission de cinq mois à bord de la station spatiale internationale, participant aux expéditions 47 et 48 du complexe orbital.
Alexeï s'envole le 11 octobre 2018 vers l'ISS à bord du Soyouz MS-10 avec Nick Hague et devait participer aux expéditions 57 et 58. Toutefois, une défaillance du lanceur Soyouz impose un retour dans l’atmosphère en mode balistique. Trente minutes après le décollage, l'équipage a atterri sain et sauf dans le Kazakhstan.
Alexeï s'envole le 14 mars 2019 vers l'ISS à bord du Soyouz MS-12 avec Nick Hague et Christina Koch pour participer aux expéditions 59 et 60, et pour dette dernière il est commandant de la station. Il participe à une sortie extravéhiculaire en compagnie d'Oleg Kononenko. Au cours de celle-ci, les cosmonautes ont installé des mains courantes sur le segment russe entre les modules Poisk et Zarya,et récupéré des expériences installées à l'extérieur du complexe orbital.
En 2023, il est sélectionné pour revoler sur une mission Soyouz l'année suivante. Le 11 septembre 2024, il s'envole en tant que commandant à bord du Soyouz MS-26, accompagné par Ivan Vagner et Donald Pettit afin de participer à la fin de l'expédition 71 et à l'expédition 72, qui commence le 23 septembre sur l'ISS. Il effectue sa seconde sortie extravéhiculaire le 19 décembre 2024 en compagnie d'Ivan Vagner. Les cosmonautes ont installé le spectromètre à rayons X SPIN-X1-MVN à l'extérieur du module Zvezda.

## Galerie

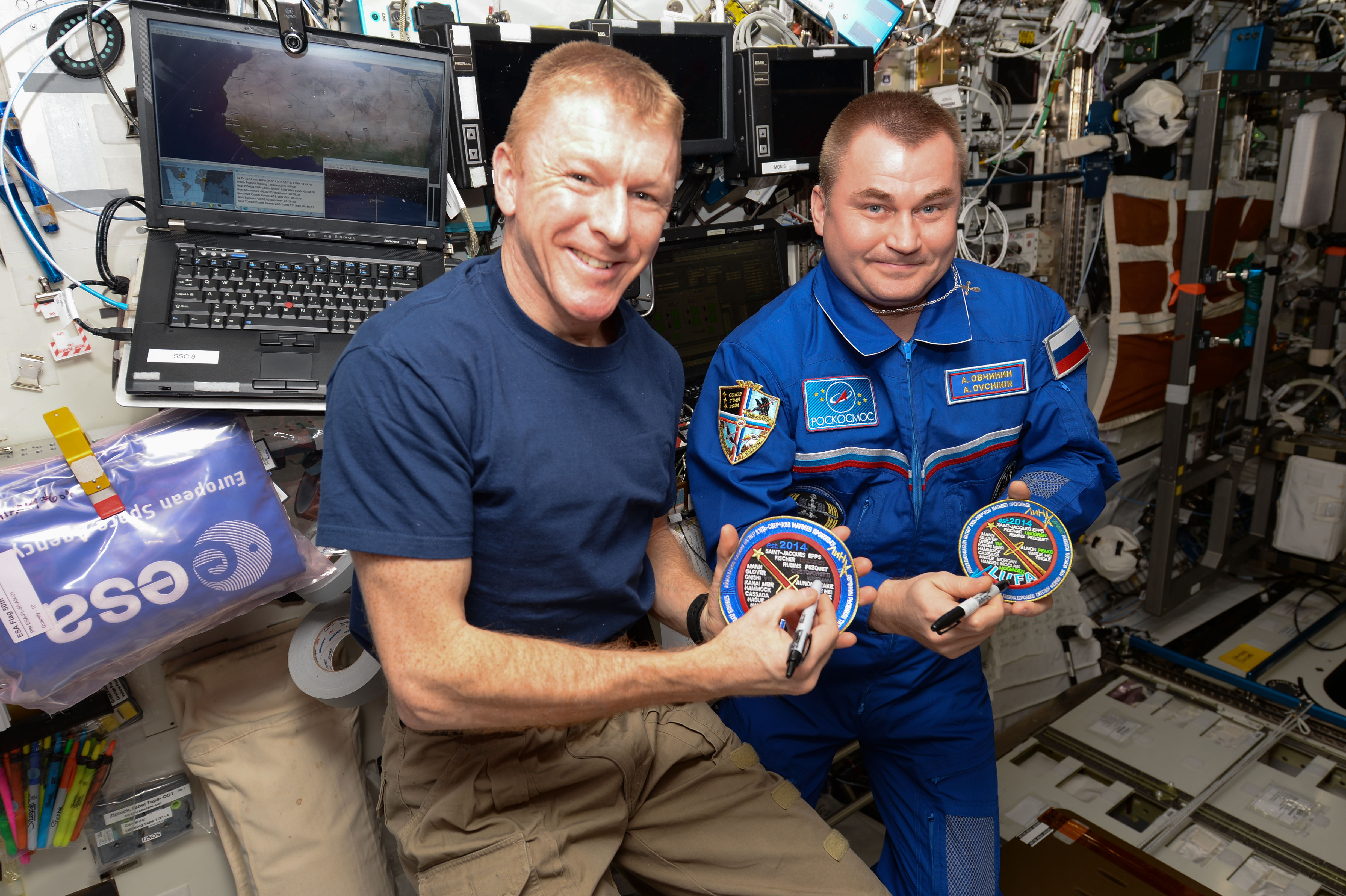
Avec Tim Peake lors de l'expédition 47, dans le laboratoire Destiny.
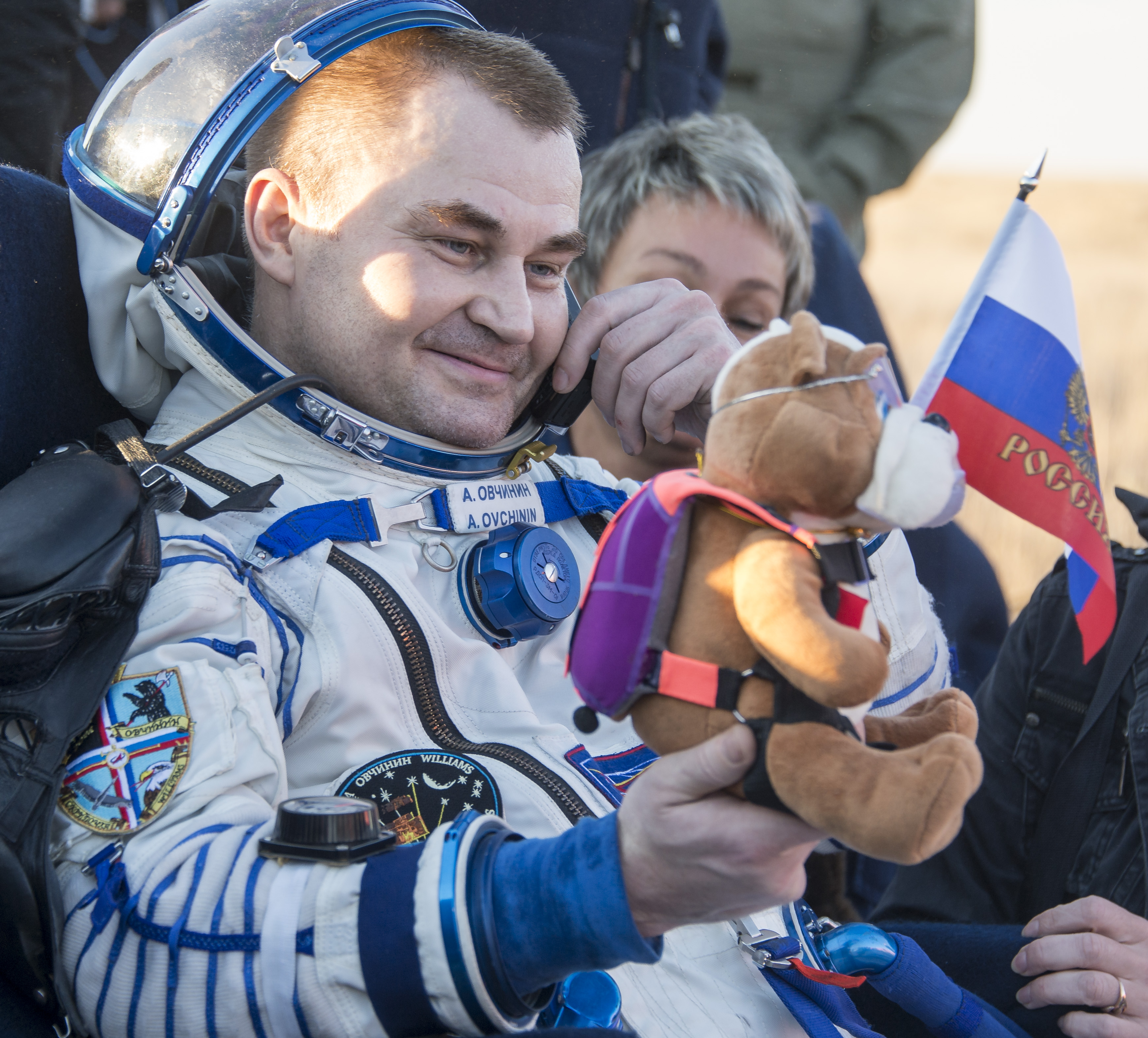
Alexeï peu après la rentrée sur Terre, lors de sa première mission.